# Woot.com

Логотип інтернет магазину

Woot.com — американський інтернет магазин роздрібної торгівлі. Базується в Далласі в передмісті Карольтон штат Техас. Заснований оптовиком Меттом Рутледжом 12 липня 2004 року. Знижка надається тільки на один товар протягом доби. Наприклад, трапляються запасні частини до комп'ютера або електронних пристроїв. В інші дні Woot.com пропонує знижки на такі товари: футболки, вина, іграшки для дітей, товари для дому та багато іншого. 30 червня 2010 року Woot.com повідомила ЗМІ про укладення угоди із Amazon.com про використання потужностей їхніх сервісі.